# Белобородов, Александр Георгиевич
Алекса́ндр Гео́ргиевич Белоборо́дов (26 октября (7 ноября) 1891, посёлок Александровский завод, Соликамского уезда Пермской губернии — 10 февраля 1938, Москва) — советский политический и партийный деятель. Член ЦК РКП(б) (1919—1920), кандидат в члены ЦК РКП(б) (1920—1921). Член Оргбюро ЦК РКП(б) (1919).

## Биография
Родился в семье запасного рядового   Георгия Васильевича Белобородова и его жены Татьяны Федоровны. В 1905 окончил начальное училище. Работал на уральских заводах, электрик.
В 1907 году вступил в РСДРП. Арестован в феврале 1908 года за выпуск прокламации, ввиду несовершеннолетия приговорён к отдаче в исправительный приют для малолетних преступников, но содержался в пермской тюрьме, так как места в приюте не оказалось. Освобождён в марте 1912 года, в мае 1914 года вновь арестован. В 1914—1916 годах в административной высылке в Белебей и Тюмень.
С 1917 года — член Уральского областного комитета РСДРП(б)/РКП(б) в Екатеринбурге. С января 1918 года — председатель исполкома Уральского областного Совета.
12 июля 1918 года подписал решение Уралоблсовета о расстреле Николая II и его семьи.
25 июля 1918 года Екатеринбург был занят войсками полковника Войцеховского, Уралсовет был эвакуирован в Пермь, затем в Вятку. В январе—марте 1919 — председатель Вятского губернского революционного комитета, затем Исполнительного комитета Вятского губернского Совета.
На VIII съезде РКП(б) в марте 1919 избран членом ЦК, 25.3 — 10.11.1919 член Оргбюро ЦК. На пленуме ЦК РКП(б) 25 марта 1919 года его кандидатура рассматривалась на пост Председателя ВЦИК, однако избран был М. И. Калинин. С июля 1919 заместитель начальника Политического управления РВСР. В апреле 1919 направлен уполномоченным СТО РСФСР по подавлению Вёшенского восстания на Дону. Участвовал в боях с войсками ВСЮР на Дону, Кубани и на Кавказе.
С конца 1919 в течение двух лет его работа была связана в основном с Северным Кавказом. Член РВС 9-й армии Юго-Восточного — Кавказского фронтов 9.10.1919 — 28.6.1920. В этой должности сыграл активную роль на суде над командиром Конно-сводного корпуса Б. М. Думенко. После IX съезда в апреле 1920 года — кандидат в члены ЦК. Входил в состав Кавказского бюро ЦК РКП(б), Кубанского революционного комитета, был заместителем председателя РВС Кавказской трудовой армии. В этот период призывал к поголовному физическому истреблению контрреволюционеров. Он писал в одном из писем, жалуясь Н. Н. Крестинскому на мягкость приговоров, выносимых донскими революционными трибуналами: «Необходимо организовать чрезвычайки и как можно скорее покончить с трибунальным словоизвержением… Основное правило при расправе с контрреволюционерами: захваченных не судят, а с ними производят массовую расправу… я на этом настаиваю самым решительным образом». С марта 1920 секретарь Юго-Восточного бюро ЦК РКП(б) (бюро руководило парторганизациями Северного Кавказа), председатель Экономического совещания Юго-Восточной области.
С 29 ноября 1921 года — заместитель народного комиссара внутренних дел РСФСР. С 30 августа 1923 года — народный комиссар внутренних дел РСФСР, с 19 ноября 1923 года — председатель Комиссии по улучшению жизни детей. Приложил большие усилия к ликвидации беспризорности в СССР.
После смерти В. И. Ленина во внутрипартийной борьбе поддерживал Л. Троцкого. Участник левой оппозиции. В ноябре 1927 года исключен из ВКП(б), уволен из НКВД, Особым совещанием при ОГПУ приговорён к ссылке и выслан в Архангельск.
В 1930 году заявил о разрыве с троцкизмом, возвращён из ссылки, в мае этого же года восстановлен в ВКП(б). Работал на рядовой должности уполномоченного Комитета заготовок при ВСНХ СССР. С 1932 года — уполномоченный наркомата внутренней торговли СССР по Азово-Черноморскому краю (г. Ростов-на-Дону).
Арестован 15 августа 1936 года. Содержался в Лубянской тюрьме. 10 февраля 1938 года расстрелян на полигоне «Коммунарка» по приговору выездной сессии ВКВС. В 1958 году посмертно реабилитирован, а в 1962 посмертно же восстановлен в КПСС.

## Семья
Жена — Яблонская Франциска Викторовна, расстреляна в 1938 году. Дочь Александра.

## Награды
Орден Красного Знамени РСФСР (приказ РВСР № 458 1920 года)